# Lissaspis areolata
Lissaspis areolata là một loài tò vò trong họ Ichneumonidae.